# Curt Smith
Curt Michael Smith (Bath, 24 giugno 1961) è un cantante e bassista britannico naturalizzato statunitense, noto per la sua militanza nei Tears for Fears con l'amico d'infanzia Roland Orzabal.

## Biografia

### Infanzia e adolescenza
Nativo di Bath, Somerset, nel Regno Unito, e cresciuto nel quartiere di Snow Hill, Smith conosce Roland Orzabal al liceo maschile Beechen Cliff School nel 1974, e con lui fonda i Graduate nel 1979, band con influenze ska dove ricopre il ruolo di bassista e che pubblica un unico album nel 1980, riscuotendo un moderato successo in Europa.
Successivamente lui ed Orzabal suonano per un breve periodo coi Neon assieme a Pete Byrne e Rob Fisher, che in seguito daranno vita alla band Naked Eyes.

### Tears for Fears
A seguito dello scioglimento sia dei Graduate che dei Neon, Smith e Orzabal, nel 1981, fondano i Tears for Fears e, due anni dopo, debuttano con il loro primo album: The Hurting, che in patria raggiunge il 1º posto in classifica generando le prime grandi hit del duo: Mad World, Change e Pale Shelter; tutte e tre contraddistinte dall'esecuzione vocale di Smith.
L'album successivo della band, Songs from the Big Chair, uscito nel 1985, ottiene ancora più successo del precedente portando il gruppo alla notorietà mondiale grazie a brani come: Everybody Wants to Rule the World, Shout e Head over Heels (co-scritta da Smith).
Quattro anni dopo esce il terzo album della band, The Seeds of Love, altro campione di vendite che con Advice for the Young at Heart segna l'ultima esecuzione canora di Smith nei Tears for Fears. In seguito, le tensioni crescenti con Orzabal nel corso degli anni '90 portano l'artista ad abbandonare la band e trasferirsi a New York.
Fra il 2000 e il 2001, tramite questioni burocratiche, Curt Smith ha l'occasione di riavvicinarsi a Roland Orzabal: i due si riappacificano dopo dieci anni e tornano a scrivere del materiale inedito che figura così in Everybody Loves a Happy Ending, pubblicato nel 2004 e accreditato nuovamente ai Tears for Fears.

### Carriera da solista
Nel 1993, due anni dopo aver lasciato i Tears for Fears, Smith pubblica il suo primo album da solista; il melodico Soul on Board, di scarso successo.
Nel 1996, assieme al musicista statunitense Charlton Pettus, fonda i Mayfield, band il cui nome si ispira al celebre musicista soul Curtis Mayfield e che esegue per lo più pezzi dal vivo. Tuttavia, nel 1999, Curt Smith pubblica a suo nome l'EP Aeroplane comprendente una raccolta di canzoni del gruppo il quale, oltre ad esso, ha all'attivo un solo album; l'omonimo Mayfield, pubblicato nel 1998 e re-edito il 15 novembre 2011.
All'inizio del 2000, Smith inizia la realizzazione del suo secondo album da solista, Halfway, Pleased, che tuttavia viene rallentato dal riavvicinamento con Orzabal e dal loro quarto album insieme e dal successivo tour mondiale. Smith torna a lavorare al semi-biografico album solo verso i primi del 2006, pubblicandolo poi nell'aprile 2007 tramite la casa discografica francese XIII Bis Records. L'album comprende numerose canzoni della rinnovata collaborazione con Orzabal più altri testi co-scritti da Smith, Pettus, Chesney Hawkes e Sophie Saillet. Una seconda versione di Halfway, Pleased, contenente due tracce extra, viene pubblicata, stavolta in tutto il mondo, nel maggio 2008 sotto la licenza Creative Commons in modo da consentire ai fan di distribuire, eseguire e usare liberamente le canzoni a patto di perseguire fini non commerciali.
Tra 2008 e 2009, Smith esegue vari concerti dal vivo nelle aree di Los Angeles e Hollywood relativi ad Halfway, Pleased; mentre dal 2010 al 2011 porta avanti un'iniziativa chiamata "The Social Media Project", consistente nella produzione di un singolo in collaborazione, via Twitter o MySpace, con un altro artista come Zoë Keating o la Universal Hall Pass.
Nel 16 luglio 2013 pubblica il suo quarto album da solista.

### Collaborazioni
Smith ha spesso collaborato con la cantante francese Sophie Saillet, facendole da supporto vocale nella canzone Les Autres, mentre lei gli ha fatto da seconda voce in Seven of Sundays, nel suo terzo album da solista. Smith ha inoltre cantato in duo con Linda Strawberry nel singolo del 2011 Don't Give Yourself Away dei The Shadow Bureau. Ha inoltre collaborato al sesto album di Junkie XL, Synthesized.

### Colonne sonore
Nel corso degli anni le canzoni eseguite da Curt Smith per i Tears for Fears sono state usate in film come Pollice verde, The Private Public, Donnie Darko e L'amore in gioco; mentre assieme a Pettus ha curato la colonna sonora di Meth Head, con Lukas Haas. In televisione invece, le sue canzoni sono comparse nelle serie HaShminiya, Fringe e Psych, per cui ha svolto anche un riarrangiamento della sigla e scritto la canzone natalizia This Is Christmas.

### Altre attività
Da sempre utilizzatore e promotore dei social media, fin dal 2008 ha presenziato e parlato a numerose conferenze al riguardo, tra cui: il 140TC, il Creative Commons Los Angeles Salon, l'ITV Fest del 2010, il TEDxHollywood e il TEDxSF. Inoltre ha svolto una lezione ai laureandi del programma di comunità online della USC Annenberg School.
Nel maggio 2009 prende parte ad un concerto di beneficenza nella città di Santa Monica, California, presso il liceo locale assieme a Colin Hay, Fee Waybill, Venice e gli oltre 70 membri dell'orchestra e del coro femminile liceale.
Nell'agosto 2010 avvia una propria webserie: Stripped Down Live With Curt Smith, dove invita e suona assieme a numerosi gruppi musicali, tra cui: Hypnogaja, Carina Round, Chris Pierce, Peter Himmelman, Common Rotation, Gary Jules, All Day Sucker, The Daylights, Matthew Sweet, The Fallen Stars, Nightmare & The Cat, Whiskey Saints, Fitz and The Tantrums e Friendly Indians. Nel gennaio 2011 l'artista ha confermato di non voler produrre una seconda stagione.
Come attore Curt Smith ha avuto ruoli minori in Combinazione finale (1994), The Private Public (2000), e Slow Motion Addict (2007). In occasione del Comic Con del 2010, Smith compare assieme al cast della serie televisiva Psych e canta assieme ai due protagonisti, James Roday e Dulé Hill; successivamente compare nella serie interpretando una versione romanzata di se stesso prima nell'episodio La lista d'attesa e in seguito nell'episodio Psych 100 e nel penultimo della serie.

## Vita privata
Curt Smith si è sposato due volte: la prima nel 1982 con Lynda "Lynne" Altman, da cui divorzia nel 1988, anno in cui inizia una relazione con la responsabile marketing Laura "Frances" Pennington, che sposa nel 1996 e da cui ha avuto due figlie: Diva (1999) e Wilder (2001).
Nel 2007 è divenuto cittadino statunitense.
È un tifoso del Manchester United e dei Los Angeles Galaxy.

## Filmografia

### Attore

#### Cinema
- Combinazione finale (Dead Connection), regia di Nigel Dick (1994)
- The Private Public, regia di Dana Altman (2000)
- Slow Motion Addict, regia di Jesse Davey (2007)

#### Televisione
- Psych - serie TV, 3 episodi (2010-2014)

### Compositore
- Meth Head, regia di Jane Clark (2013)
- Gravy, regia di James Roday (2014)

## Discografia

### Graduate
| Titolo        | Dettagli                                                             |
| ------------- | -------------------------------------------------------------------- |
| Acting My Age | - Data di pubblicazione: 1980 - Etichetta: Pye Records - Formato: CD |

### Tears for Fears
| Titolo                         | Dettagli |
| ------------------------------ | --- |
| The Hurting                    | - Data di pubblicazione: 1983 - Etichetta: Mercury Records - Formato: CD                                       |
| Songs from the Big Chair       | - Data di pubblicazione: 1985 - Etichetta: Mercury Records - Formato: CD                                       |
| The Seeds of Love              | - Data di pubblicazione: 1989 - Etichetta: Mercury Records, Fontana Records - Formato: CD                      |
| Everybody Loves a Happy Ending | - Data di pubblicazione: 2004 - Etichetta: New Door, Gut Records, XIII Bis Records, Edel Records - Formato: CD |

### Solista
| Titolo            | Dettagli                                                            |
| ----------------- | ------------------------------------------------------------------- |
| Soul on Board     | - Data di pubblicazione: 1993 - Etichetta: Phonogram - Formato: CD  |
| Mayfield          | - Data di pubblicazione: 1997 - Etichetta: Phonogram - Formato: CD  |
| Halfway, Pleased  | - Data di pubblicazione: 2008 - Etichetta: KOOK Media - Formato: CD |
| Deceptively Heavy | - Data di pubblicazione: 2013 - Etichetta: KOOK Media - Formato: CD |